# Ralf Stemmann
Ralf Stemmann (21 de junio de 1958-7 de agosto de 2017) fue un productor musical, tecladista y arreglista alemán. Posee una vasta producción musical y ha estado involucrado en los arreglos, composición y producción de más de 150 millones de unidades. Ha ganado nominaciones al Latin Grammy por su trabajo con Paulina Rubio (“Yo No Soy Esa Mujer”, Best Music Video, como compositor) y Luz Ríos (“Aire”, Best New Artist and Best Female Pop Vocal Álbum, como productor). También ganó el 20th Annual USA Songwriting Competition en la categoría latina con la canción "Enamorados" para Luz Ríos en el 2014. Vivió sus últimos años en Malibú, California.

## Biografía

### Vida personal
Ralf Stemmann nació en Alemania. Recibió clases de piano clásico de 1965 a 1981. Llegó a ganar experiencia como arreglista y programador del sintetizador a través de cientos de apariciones en vivo y escribiendo partes vocales e instrumentales para bandas del Top 40. También ha llegado a enseñar a niños y adultos, clases de piano, órgano y teoría de la armonía en la escuela privada de música del líder de orquesta Frank Valdor. Ralf Stemmann aprendió técnicas integrales de estudio en ingeniería y diseño de sonido en el Studio 33 (antiguo Star Studio) con el productor/ingeniero Luis Rodríguez. Su arte musical es buscado por artistas de todo el mundo, haciéndole viajar extensivamente.
Ha vivido y trabajado en Hamburgo, Berlín, Londres, Miami y vive desde hace más de 20 años en Los Ángeles (California), lo cual le ha permitido colaborar con una gran diversidad de artistas y ha ganado numerosos premios y reconocimientos.

### Carrera profesional
Su primer trabajo fue con la banda Schampus, en el proyecto “Phantom In Rom”, una producción junto a Mike Mareen y Luis Rodríguez para el sello The Night'n Day Records en 1984. A mediados de los 80's Ralf trabajó como ingeniero de estudio y diseñador de sonido en el Studio 33 con el coproductor de Modern Talking Luis Rodríguez. Convirtiéndose en un experto en arreglos y programación del sintetizador. No solo ha trabajado como arreglista, pianista de estudio y de conciertos; también lo ha hecho como profesor, Ralf enseñaba a niños y adultos, piano, órgano y la teoría de armonía en una escuela de música privada. También se conoce su participación en proyectos como “The Beatles Orchestra”. Ha realizado numerosas apariciones en vivo y compuesto para importantes bandas.
Dentro de su producción abarca colaboraciones como: Modern Talking, Chris Norman, C.C. Catch, Blue System, Engelbert Humperdinck, London Boys, Nino de Angelo, London Royal Philharmonic Orchestra, Baccara, Marianne Rosenberg, Roberto Blanco, Howard Carpendale, Mary Roos, Bonnie Bianco, Ricky Shayne, Audrey Landers, Jason Everly, Paul Bennett, The Three Degrees, Michael Holm, Audrey Landers, Denyce Graves, Thelma Houston, Trini López, Smokie, The Tremeloes, Thomas Anders y muchos más.
Ralf también compuso, produjo y arregló música para películas, televisión y videos como “ARD- Sportschau”, incluyendo episodios de la serie policial “Der Alte”, “Tatort”, “Rivalen der Rennbahn”, “Kuss die Hand”, “Rendezvous”, “ZDF-Fahrstunde”, “Der Ring der Musketiere” (RTL), títulos para el show de PBS  “The Huggabug Club”, “Buscando Estrellas” los shows desde 1992 a 1993, “Supermodels of the World”, International Auto-Show Detroit. History of Mexico Animation series, “The Pearl”, etc. y en composiciones para la “ZDF-Hitparade”.
Después de mudarse a Estados Unidos, trabajó como compositor, productor y arreglista de estrellas latinas como Ricky Martin, Thalía, Paulina Rubio, Marta Sánchez, Luz Rios, Paloma San Basilio, Martin Nievera, Cusco, Sarah Geronimo, Pablo Ruiz, entre otros. Llegó incluso a ganar el premio Grammy latino por sus producciones y es considerado uno de los mejores productores de este mercado musical.
Falleció el 7 de agosto de 2017 a los 59 años en Malibú, California.

## Discografía

### Producciones
Esta lista incluye algunas de las producciones y participaciones de Ralf Stemmann
- 1985	Lian Ross	"Fantasy/Say You’ll Never" (sencillo)
- 1985	Creative Connection	"Call My Name/You’re My Heart, You’re My Soul" (sencillo)
- 1985	Nora	"Vaya Con Dios" (sencillo)
- 1985	Shipra	"Joy" (sencillo)
- 1985	Spooky Voice	"Light My Light" (sencillo)
- 1985	Beau Sexon	"Don’t Tell Me No Lies" (sencillo)
- 1985	Rocco Caruso	"Tirami Su" (sencillo)
- 1985	No Name	"By You By You" (sencillo)
- 1985	Modern Talking	"Let’s Talk About Love"
- 1985	Rex Gildo	"Du ich lieb’ Dich" (sencillo)
- 1985	Mary Roos	"Keine Träne tut’ mir leid" (sencillo)
- 1985	Roberto Blanco	"Tirami Su" (sencillo)
- 1985	Modern Talking	"The 1st Album"
- 1985	Donnette Robbins	"Stop (You Take My Breath Away)" (sencillo)
- 1986	Modern Talking	"Ready For Romance"
- 1986	C.C.Catch	"Catch The Catch"
- 1986	Modern Talking	"In The Middle Of Nowhere"
- 1986	C.C.Catch	"Welcome To The Heartbreak Hotel"
- 1986	Chris Norman	"Some Hearts Are Diamonds"
- 1986	Howard Carpendale	"Sag’ ihm, daß Du gehst" (sencillo)
- 1986	Cat Bassy (también: Sylvie Sanders)	"I Know (Oh No No No)" (sencillo)
- 1986	Beagle Music Ltd.	"Daydream" (sencillo)
- 1986	Andy Anderson	"The Golden Hits Of Soulful Dynamics" (maxi-single)
- 1986	Lian Ross	"Neverending Love" (sencillo)
- 1986	Rocky M.	"Turn To Me/Disco Lady" (sencillo)
- 1986	Creative Connection	"Don’t You Go Away" (sencillo)
- 1986	Shipra	"Blinded By The Light" (sencillo)
- 1986	Spooky Voice	"Killing Myself" (sencillo)
- 1986	Mike Mareen 	"Agent Of Liberty"
- 1987	Modern Talking	"Romantic Warriors"
- 1987	C.C.Catch	"Like A Hurricane"
- 1987	Blue System	"Walking On A Rainbow"
- 1987	Modern Talking	"In The Garden Of Venus"
- 1987	Mike Mareen	"Let’s Start Now"
- 1987	John Christian	"Ebony Eyes" (sencillo)
- 1987	Lian Ross	"Reach Out" (sencillo)
- 1987	Rocky M.	"Look In My Heart/An Angel Passed My Way" (sencillo)
- 1987	Alita Heart	"Love Me Tonight" (sencillo)
- 1987	Amadeus Liszt	"Win The Race" (sencillo)
- 1987	Digital Ram	"Do It" (sencillo)
- 1987	D.J.’s Project	"Vision Of Love/Run Away" (sencillo)
- 1987	U.K.	"Roadrunner/Fitness" (sencillo)
- 1988	C.C.Catch	"Diamonds"
- 1988	Blue System	"Body Heat"
- 1988	Modern Talking	"The Modern Talking Story"
- 1988	C.C.Catch	"Big Fun"
- 1988	Chris Norman	"Hits From The Heart"
- 1988	Don Luis Y Compañía	"Viva El Amor" (sencillo)
- 1988	Rodríguez	"Mambo Rodríguez" (sencillo)
- 1988	George Baker Selection	"Dreamboat"”
- 1988	London Boys	"The Twelve Commandments Of Dance"
- 1988	Sheree	"Ronnie Talks To Russia" (sencillo)
- 1988	Chris Norman	"Broken Heroes” (sencillo)
- 1988	The Tremeloes	"Silence Is Golden" (sencillo, remake)
- 1988	Baccara	"Fantasy Boy"(sencillo)
- 1988	Gerry Mann	"Walking Talking/Money" (sencillo)
- 1988	Shipra	"Boys And Girls" (sencillo)
- 1988	Guillermo Marchena	"My Love Is A Tango" (single, remix)
- 1988	Steve & Lee	"Out Of My Head/Hero" (sencillo)
- 1988	Drafi Deutscher	"Running Wild" (sencillo)
- 1988	Ricky Shayne	"Face The World Alone" (sencillo)
- 1989	Nino de Angelo	"Samuraj"
- 1989	Blue System	"Twilight"
- 1989	Engelbert Humperdinck	"Ich denk’ an Dich"
- 1989	Philharmonic Sound Orchestra London	"Soft Classic Symphonies" - The Bee Gees Hits
- 1989	Les McKeown	"It’s A Game"
- 1989	C.C.Catch	"C.C.Catch Classics"
- 1989	Marianne Rosenberg	"I Need Your Love Tonight" (sencillo)
- 1989	Ricky Shayne	"Once I’m Gonna Stay Forever" (sencillo)
- 1989	Ann Turner	"I’m Your Lady" (sencillo)
- 1989	Smokie	"Young Hearts" (sencillo)
- 1989	John Christian	"Broken Heart" (sencillo)
- 1989	Louise & Scott Dorsey	"Love Is Gonna Last Forever" (sencillo)
- 1990	Blue System	"Obsession"
- 1990	Oliver Simon	"Spring Snowman"
- 1990	The Royal Philharmonic Orchestra feat. Louis Clark	"Hits Of Phil Collins"
- 1990	Chicass	"Mil Voces"
- 1990	Dana Harris	"My World Is Empty Without You" (sencillo)
- 1990	Nikka Costa	"All For The Love" (sencillo)
- 1991	Audrey Landers	"Rendezvous"
- 1992	Audrey Landers	"Das Audrey Landers Weihnachtsalbum"
- 1992	Brigitte Nielsen	"I Am The One . . . Nobody Else"
- 1992	Thomas Anders	"Down On Sunset"
- 1993	Paul Bennett	"Forevermore"
- 1993	VOPA	"Laut Aber Sensibel"
- 1993	Adamo	"Je Te Dois" (sencillo)
- 1993	Euphoria	"Elated"(sencillo)
- 1993	Sonia Cortes	"Tiempo Al Tiempo"
- 1993	Teri Ann Linn	"Love Is The Answer"
- 1993	Thomas Anders	"When Will I See You Again"
- 1993	The Three Degrees	"Out Of The Past, Into The Future"
- 1993	Marta Sánchez	"Mujer"
- 1993	Thelma Houston & Mathou	"Don’t Leave Me This Way" (sencillo)
- 1993	Michael Holm	"Du hast mir unheimlich gefehlt" (sencillo)
- 1993	Marcelo Augusto	"Marcelo Augusto"
- 1994	Ednita Nazario "Pasiones"
- 1994	Jason Everly	"No Ordinary Music"
- 1994	Millie	"Sola"
- 1994	Gloria Loring	"Is There Anybody Out There?"
- 1994	Eva Santa María	"A Buen Puerto"
- 1995	Rocío Banquells	"Fuerza Del Amor"
- 1995	Mathou	"Whenever There Was Love" (sencillo)
- 1995	Ricky Martin	"A Medio Vivir"
- 1995	Darlene Conley	"Botch A Me" (sencillo)
- 1996	Millie	"Emociones"
- 1996	Kabah	"La Calle De Las Sirenas"
- 1996	Barrio Boyzz	"Ven A Mi"
- 1996	Ednita Nazario	"Espíritu Libre"
- 1996	Paulina Rubio	"Planeta Paulina
- 1997	Sisco Heredero	"Así Me Va La Vida"
- 1997	Krystine	"I Am The Woman"
- 1997	Ángel Y Demonio	"A Fuego Lento"
- 1997	Timbiriche	"Timbiriche Mixes"
- 1997	María Conchita Alonso	"Maria Conchita Alonso"
- 1998	Soundtrack: DKDA
- 1998	Modern Talking	"Back For Good"
- 1998	Marta Sánchez	"Desconocida"
- 1998	Kabah	"Esperanto"
- 1998	Mestizzo	"El Ruletero" (a.k.a."Tongoneo")
- 1999	Modern Talking	"Alone"
- 1999	Marta Sánchez	"Serie Millenium 21"
- 1999	Carlos Ponce	"Todo Lo Que Soy"
- 1999	Pablo Abraira	"Causalidades"
- 1999	Klishé	"Con Devoción"
- 1999	Javier	"Lucha Y Veras"
- 1999	Kristina Valdez	"Kristina Valdez"
- 1999	Redbone	"The Witch Queen Of New Orleans" (remake) & “We All Nations”
- 1999	Marcelo Augusto	"O Amor Sabe O Que Faz"
- 2000	Thalia	"Arrasando" - Entre El Mar Y Una Estrella
- 2000	The Royal Philharmonic Orchestra feat. Louis Clark	"Plays The Hits Of Phil Collins"
- 2000	DKDA	"Sueños de Juventud"
- 2001	Jaime Camil	"Una Vez Más"
- 2001	Paulina Rubio	"Paulina" (“Yo No Soy Esa Mujer”)
- 2001	Culture Shock	"Hot Nights" - Belcantissimo
- 2002	Paulina Rubio	"Border Girl"("Not That Kind Of Girl")
- 2002	Valentino	"Agarrame De La Cintura"
- 2002	Gloria Loring	"Friends And Lovers"
- 2003	Paloma San Basilio	"Eternamente"
- 2003	Pablo Ruiz	"Pablo Ruiz"
- 2004	Alexander Vishno	"Never Mind"
- 2004	Mariano y Melina	"Frágil"
- 2004	Luz Ríos	"De Mi Corazón"
- 2004	Marta Sánchez	"Serie Top 10"
- 2004	Kabah	"Serie Top 10"
- 2004	Millie	"15 De Colección"
- 2004	Mijares	"Capuccino" ("Baby")
- 2005	Thalia	"Arrasando" (Bonus Tracks)
- 2005	Jana Jana	"Typical Girl"
- 2005	Odalys García	"Amores, Amores"
- 2005	Marta Sánchez	"Mejor de Marta Sánchez"
- 2005	Kabah	"Super Heroes Del Pop"
- 2005	Sissi	"Sissi Enamorada"
- 2006	Kabah	"Generación Rebelde"
- 2006	Sarah Geronimo	"Becoming"
- 2006	Rachelle Ann Go	"I Care"
- 2006	Kabah	"Generación Juvenil"
- 2006	Mark Bautista	"Dream On"
- 2007	Millie	"Los Románticos"
- 2007	Rachelle Ann Go	"Obsession"
- 2007	BNB	"Bossa Down Abbey Road"
- 2007	Millie	"Colección Suprema"
- 2008	Claire Dela Fuente	"The Christmas Album"
- 2008	Kabah	"Serie Cinco Estrellas De Oro"
- 2008	Luz Ríos	"Aire"
- 2008	Mark Bautista	"I'll Be The One"
- 2008	Claire Dela Fuente	"Something In Your Eyes"
- 2008	BNB	"Bossa Mia"
- 2008	Cynthia	"Provocame"
- 2008	Sarah Geronimo	"Just Me"
- 2008	Jimmy Márquez	"By My Side"
- 2008	Nikki Bacolod	"Not That Kind Of Girl"
- 2009	Claire Dela Fuente	"Timeless (Songs Of My Life)"
- 2009	Jennylyn Mercado	"Love Is ..."
- 2009	Sarah Geronimo	"Your Christmas Girl"
- 2009	Gino Padilla	"Let Me Be The One" (“I Still Believe In Loving You”)
- 2009	Jana Jana (como Van Majesty)	"O"
- 2009	Sarah Geronimo	"Music And Me"
- 2009	Triz (Beatriz Reyes)	"I sang Simpleng Kanta"
- 2009	Martha Joy Lim	“Joy”
- 2010	Lara Cuevas	"This Moment"
- 2010	Olivia Rocha	"Sweetest Vice"
- 2010	Charlie Green	"A Friend Like You"
- 2010	Sarah Geronimo	"Music Video Collection"
- 2011	Luz Ríos	"I Love You Boy"
- 2011	Rachelle Ann Go	"Unbreakable”
- 2011	Anton Álvarez	"100% Heart"
- 2014	Martin Nievera & Joanna Ampil 	"Never Thought I'd Ever Feel This Way Again"

### TV & Películas
- 1989	"Rivalen der Rennbahn"- Soundtrack
- 1992  "Ring of the Musketeers" RTL (TV Movie) -  Escritor de los temas del Soundtrack
- 1995	"The Huggabug Club" - Escritor, Productor, Arreglista, Teclados, Programación
- 1992-1993  "Buscando Estrellas"  - Temas de los shows
- "ARD- Sportschau"
- "Der Alte" (TV Serie) Orquestación
- "Tatort" (TV Serie) Orquestación
- "Kuss die Hand"
- "Rendezvous"
- "Supermodels of the World"
- "International Auto-Show Detroit"

## Premios
| Año       | Trabajo nominado                                    | Premio                                                                                             | Participación                     | Resultado |
| --------- | --------------------------------------------------- | -------------------------------------------------------------------------------------------------- | --------------------------------- | --------- |
| 1989      | "Rivalen der Rennbahn" (soundtrack album)           | BMG Ariola / Hansa (Alemania) Álbum de Oro                                                         | Arreglista                        | Ganador   |
| 1990      | "Twilight" - Blue System                            | BMG Ariola / Hansa (Alemania) Álbum de Oro                                                         | Arreglista                        | Ganador   |
| 1994      | "Mujer" - Marta Sánchez                             | Polygram Ibérica (España) Álbum de Oro                                                             | Arreglista, productor, compositor | Ganador   |
| 1994      | "Love Is The Answer" - Teri Ann Linn                | Fazer Music / Warner (Finlandia) Álbum de Oro                                                      | Arreglista, productor, compositor | Ganador   |
| 1995-2000 | "The Huggabug Club" (Programa educativo para niños) | The Parents Choice Award, The Dove Foundation Award, The Kids First! Award, The Media Access Award | Compositor                        | Ganador   |
| 2003      | "Yo No Soy Esa Mujer" - Paulina Rubio               | BMI Latin Award                                                                                    | Compositor                        | Ganador   |
| 2006      | "Becoming" - Sarah Geronimo                         | ASAP (Filipinas) Pop Viewer's Choice Awards: Pop Album of the Year                                 | Arreglista y compositor           | Ganador   |
| 2006      | "I Still Believe In Loving You" - Sarah Geronimo    | ASAP (Filipinas) Pop Viewer's Choice Awards: Pop Song of the Year                                  | Compositor                        | Ganador   |
| 2007      | "Dream On" - Mark Bautista                          | VIVA Entertainment (Filipinas) Álbum de Oro                                                        | Arreglista y compositor           | Ganador   |
| 2007      | "Becoming" - Sarah Geronimo                         | VIVA Entertainment(Filipinas) Álbum de Platino                                                     | Arreglista y compositor           | Ganador   |
| 2009      | "Music And Me" - Sarah Geronimo                     | VIVA Entertainment(Filipinas) Álbum de Platino                                                     | Arreglista                        | Ganador   |
| 2009      | "I'll Be The One" - Mark Bautista                   | VIVA Entertainment(Filipinas) Álbum de Platino                                                     | Arreglista y compositor           | Ganador   |
| 2009      | "Your Christmas Girl" - Sarah Geronimo              | VIVA Entertainment(Filipinas) Álbum de Platino                                                     | Arreglista                        | Ganador   |
| 2014      | "Enamorados" - Luz Ríos                             | 20th Annual USA Songwriting Competition                                                            | Arreglista                        | Ganador   |